# Made in the Shade
Made in the Shade — музичний альбом гурту The Rolling Stones. Виданий 6 червня 1975 року лейблом Rolling Stones Records, Atlantic Records. Загальна тривалість композицій становить 39:35. Альбом відносять до напрямку рок.

## Список пісень
1. «Brown Sugar» — 3:50
2. «Tumbling Dice[en]» — 3:44
3. «Happy» — 3:04
4. «Dance Little Sister» — 4:10
5. «Wild Horses[en]» — 5:41
6. «Angie» — 4:31
7. «Bitch[en]» — 3:37
8. «It's Only Rock'n Roll (But I Like It)[en]» — 5:07
9. «Doo Doo Doo Doo Doo (Heartbreaker)[en]» — 3:27
10. «Rip This Joint[en]» — 2:23

## Чарти
| Чарти (1975)                                         | Найвища позиція |
| ---------------------------------------------------- | --------------- |
| Australian Albums (Kent Music Report)                | 71              |
| Канада Canada Top Albums/CDs (RPM)                   | 43              |
| Italian Albums (Musica e Dischi)                     | 20              |
| Нова Зеландія New Zealand Albums (Recorded Music NZ) | 31              |
| Велика Британія UK Albums (OCC)                      | 14              |
| США Billboard 200                                    | 6               |

## Сертифікації
| Регіон                                             | Сертифікація | Продажі    |
| -------------------------------------------------- | ------------ | ---------- |
| Канада (Music Canada)                              | Золотий      | 50 000^    |
| США (RIAA)                                         | Платиновий   | 1 000 000^ |
| ^відвантаження, що базуються лише на сертифікаціях |              |            |